# Llambilles
Llambilles és un municipi de la comarca del Gironès, regat pels rius del Bugantó i del Corb. La part oriental, boscosa i accidentada pertany al Massís de les Gavarres, la part occidental a la plana fèrtil dels afluents de l'Onyar. El 2013 tenia 713 habitants, un creixement de 45% en una dècada.
El primer esment escrit «Lambiliolas» data de l'any 999. L'etimologia del nom és desconeguda i probablement preromana. Ara com antany, la principal activitat econòmica és el sector primari: contreu de cereals a la plana i explotació del bosc per a la indústria del suro al massís. Durant el segle XX la població va estancar-se a l'entorn dels 400. Des de la fi del segle, el desenvolupament de noves urbanitzacions va fer créixer. Hi ha un polígon industrial «les Conques» on van establir-se principalment empreses de distribució i una fàbrica paperera.
Asl veïnat d'Erols hi ha una antiga ermita dedicada a Santa Maria. S'hi deien misses per les quatre festes: Nativitat, Anunciació, Purificació i Assumpció. És documentada ja al Segle XII.

## Geografia
- Llista de topònims de Llambilles (Orografia: muntanyes, serres, collades, indrets..; hidrografia: rius, fonts...; edificis: cases, masies, esglésies, etc).

## Demografia
| Entitat de població                | Habitants (2023) |
| Veïnat de l'Estació                | 187              |
| Llambilles                         | 175              |
| Sant Cristòfol                     | 96               |
| Erols                              | 91               |
| Veïnat de la Carretera de Fornells | 68               |
| la Carretera                       | 47               |
| Pla del Bugantó                    | 24               |
| les Conques                        | 15               |
| Rei del Corb                       | 12               |
| Font: Idescat                      |                  |

| 1497 f | 1515 f | 1553 f | 1717 | 1787 | 1857 | 1877 | 1887 | 1900 | 1910 |
| ------ | ------ | ------ | ---- | ---- | ---- | ---- | ---- | ---- | ---- |
| 21     | 27     | 24     | 299  | 326  | 474  | 476  | 522  | 440  | 421  |

| 1920 | 1930 | 1940 | 1950 | 1960 | 1970 | 1981 | 1990 | 1992 | 1994 |
| ---- | ---- | ---- | ---- | ---- | ---- | ---- | ---- | ---- | ---- |
| 400  | 433  | 437  | 410  | 383  | 378  | 423  | 454  | 429  | 429  |

| 1996 | 1998 | 2000 | 2002 | 2004 | 2006 | 2008 | 2010 | 2012 | 2014 |
| ---- | ---- | ---- | ---- | ---- | ---- | ---- | ---- | ---- | ---- |
| 448  | 435  | 472  | 491  | 522  | 612  | 660  | 690  | 713  | 738  |

| 2016 | 2018 | 2020 | 2022 | 2024 | 2026 | 2028 | 2030 | 2032 | 2034 |
| ---- | ---- | ---- | ---- | ---- | ---- | ---- | ---- | ---- | ---- |
| 723  | 693  | 713  | 731  | 730  | -    | -    | -    | -    | -    |

## Llocs d'interès
- La Torre de Llambilles amb el Mas Robert
- Ermita de Sant Cristòfol del Bosc
- Església Parroquial de Sant Cristòfol (no confondre amb l'anterior)

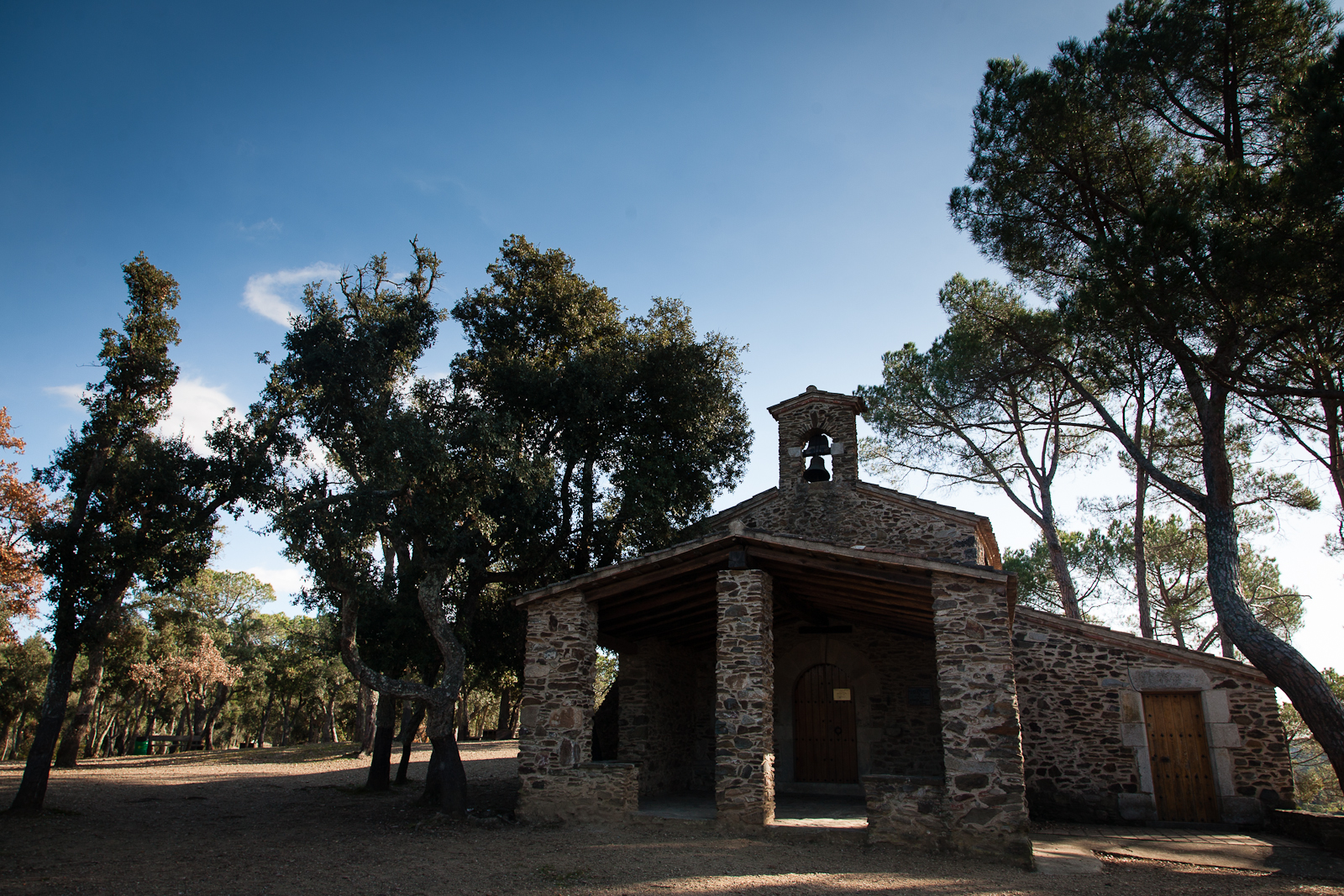
L'ermita

- Ermita de Santa Maria d'Erols Mare de Déu de la Pietat d'Erols

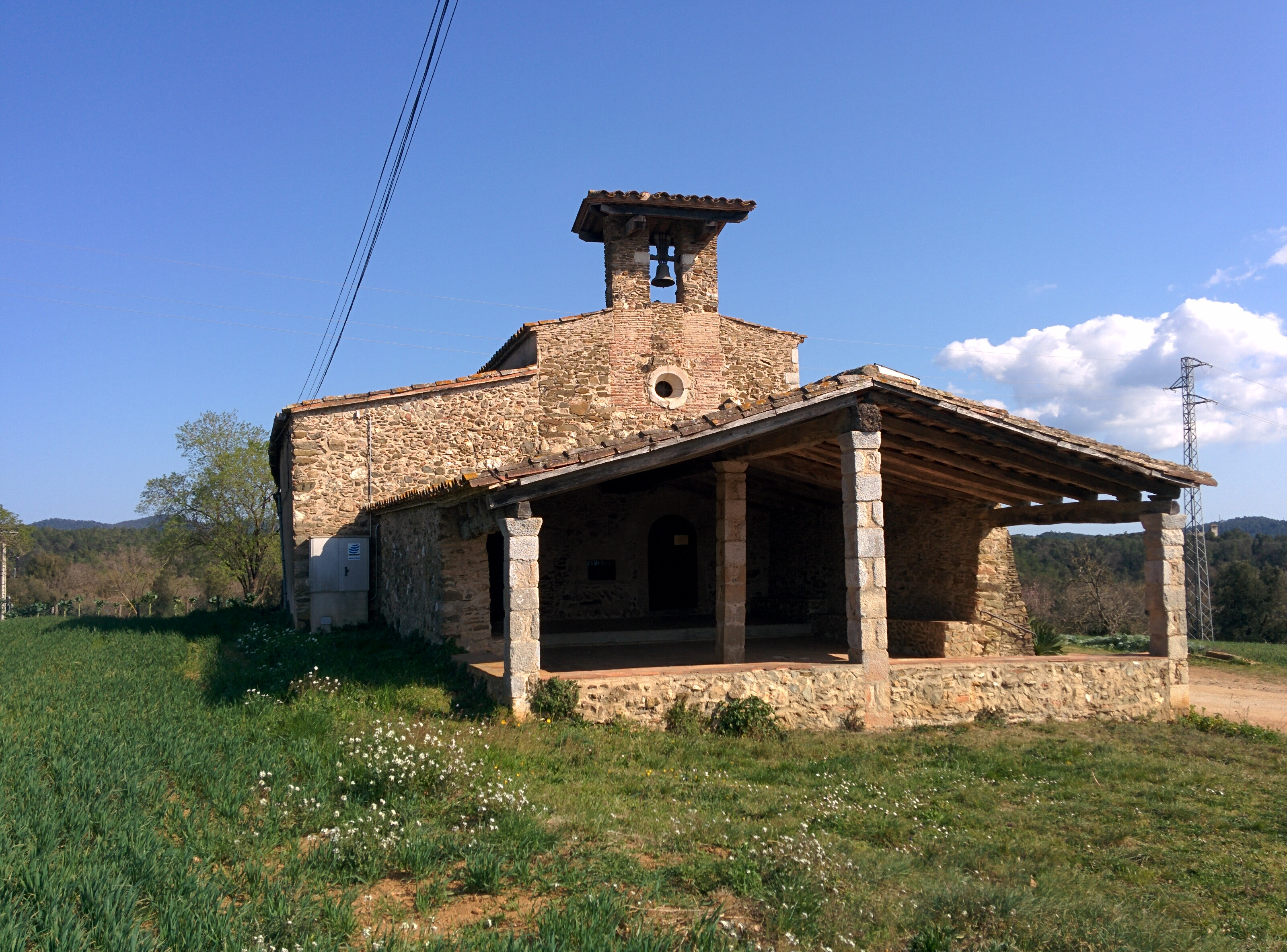
Mare de Déu de la Pietat d'Erols

- El sender per a vianants lents i l'antiga estació a la Ruta del Carrilet, el ferrocarril de via estreta que va connectar el poble amb Girona i Sant Feliu de Guíxols des de la fi del segle xix fins a 1969.
- Serra d'en Biosca